# Anne du Bourg
Pour les articles homonymes, voir Dubourg.

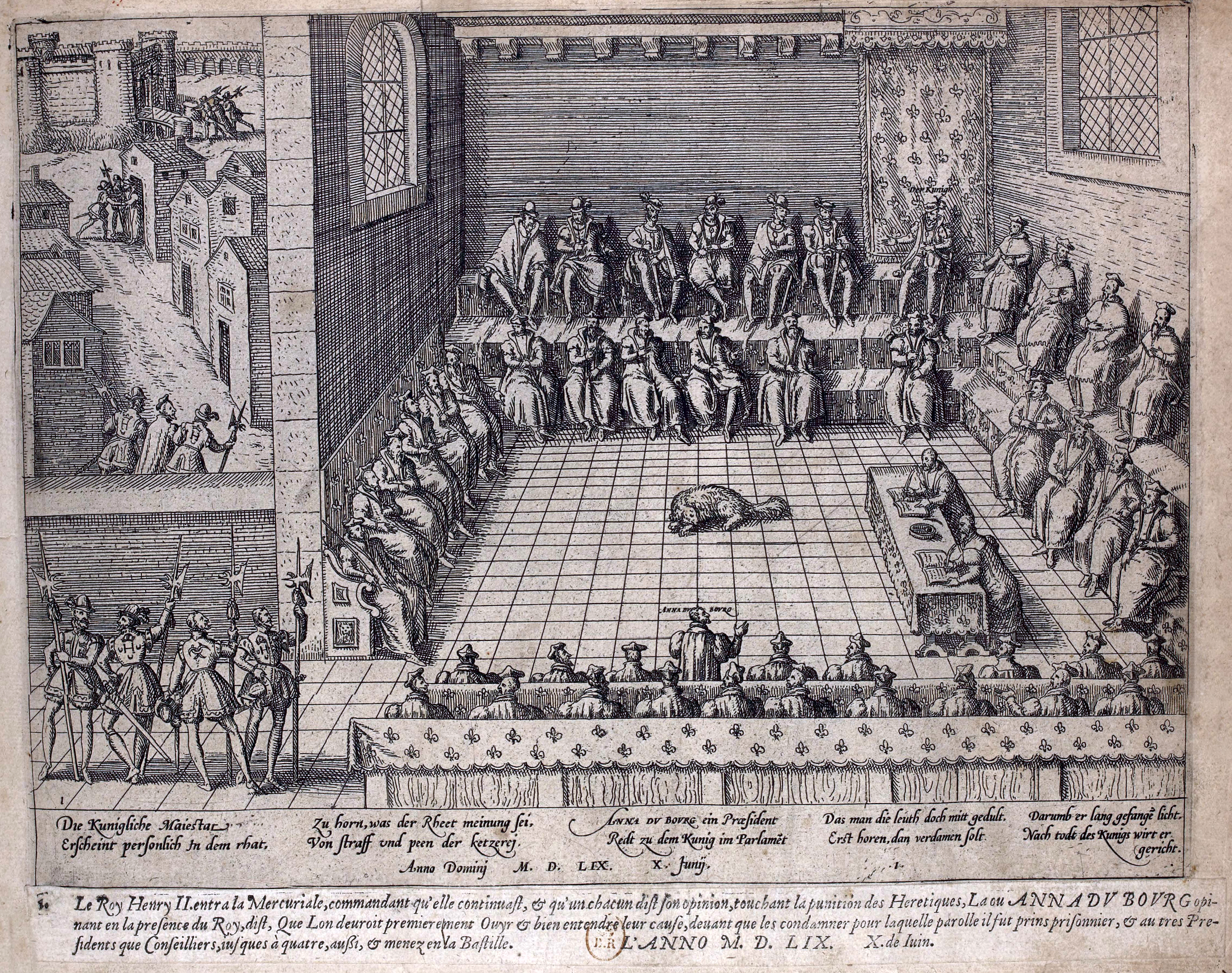
Le procès d'Anne du Bourg, gravure de Frans Hogenberg.

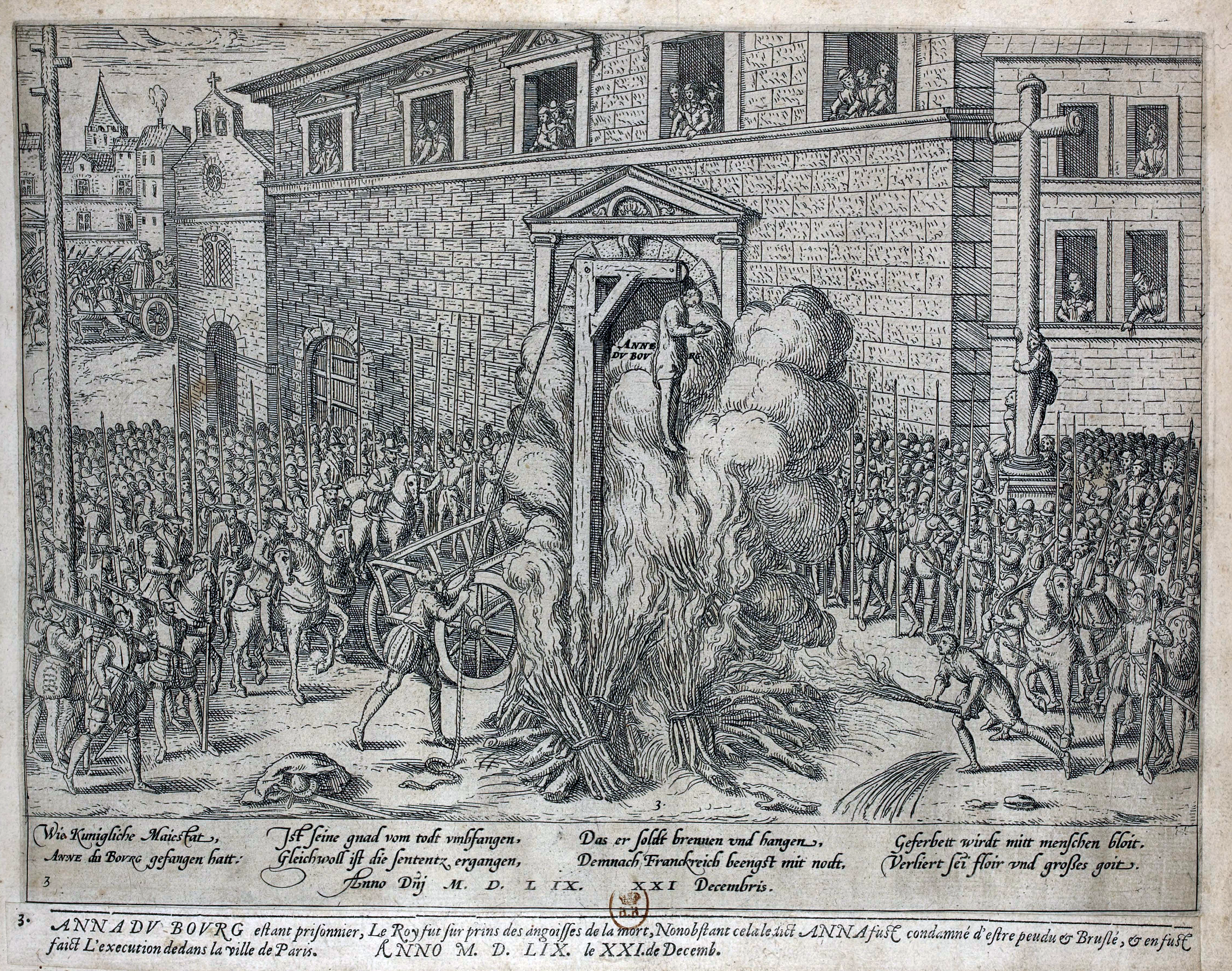
L'exécution d'Anne du Bourg.

Anne du Bourg, né à Riom en 1521, mort à Paris le 23 décembre 1559, est un magistrat français protestant, condamné à mort pour fait de religion.

## Vie et mort
Neveu du chancelier Antoine du Bourg, étudiant à l'université d'Orléans, Anne du Bourg y fut aussi professeur avec Étienne de La Boétie ou Louis Le Caron (« La memoire de feu Monsieur du Bourg, duquel j’ay esté auditeur à Orléans encores que sa mort m’ayt autant despleu que son opinion ») pour auditeurs. Il devint conseiller au Parlement de Paris en 1557. 
En juin 1559, au cours d'une mercuriale (séance plénière du parlement), il attaque la politique royale de répression contre « ceux que l'on nomme hérétiques ». Ne faisant pas mystère de ses opinions calvinistes, il parle au roi Henri II avec une grande hardiesse en faveur des nouvelles opinions. Henri II le fait arrêter sur le champ et embastiller.
À la mort accidentelle d'Henri II, les Guise monopolisent alors le pouvoir au détriment des princes du sang. Après un procès, au cours duquel Anne du Bourg utilisera tous les recours du droit et malgré la mort du roi Henri II, il est condamné, en 1559, comme hérétique, à être pendu en place de Grève et son corps brûlé sur le bûcher. Son procès et son exécution marquent l'énonciation d'un droit de résistance au pouvoir du roi, notamment parce que le conseiller tente d'impliquer le Parlement, la première cour du royaume. Il meurt supplicié le 23 décembre 1559, après avoir déclaré à la foule : « Mes amis, je ne suis pas ici comme un larron ou un meurtrier, mais c'est pour l'Évangile. »
Ce supplice amena par représailles la conjuration d'Amboise. L'Électeur Palatin du Rhin réclama sa grâce au roi pour le nommer professeur de droit à Heidelberg, mais en vain.
Son frère, Claude, fut ambassadeur près de la Sublime Porte pendant quelques années, avant d’être arrêté à son tour pour protestantisme et embastillé. Libéré, il rejoint ses terres auvergnates et notamment son neveu, Jacques, lieutenant général de police à Issoire et Riom.
Sa famille, originaire du Vivarais, s’était installée en Auvergne, dans le Livradois, à la suite du marquis de Canillac. 
Possessionnée au Vernet-la-Varenne ainsi qu’à Riom (Jacques du Bourg fit construire la Maison des consuls), cette famille fut alliée à de nobles familles (de Sereys, de Marillac, Arches …) et une branche resta installée au Vernet-la-Varenne avant de s’éteindre dans la famille de Lespinasse du Passage.

## En littérature
Dans son roman inachevé, L'Horoscope (1858), Alexandre Dumas rappelle avec sa verve les événements qui ont condamné Anne du Bourg par la voix du président Minard (Les Romans de la Renaissance, éd. Claude Schopp, Paris, Robert Laffont, coll. "Bouquins", p. 1090 et suiv.)
Maître Minard venait de faire condamner à mort un des hommes, à bon droit, les plus estimés de Paris, son confrère au parlement, son frère en Dieu, le vertueux conseiller Anne Dubourg. – Quel crime avait commis Dubourg ? Le même que l’Athénien Aristide. On l’appelait le Juste.